# Euphaedra albofasciata
Euphaedra albofasciata är en fjärilsart som beskrevs av Berger 1914. Euphaedra albofasciata ingår i släktet Euphaedra och familjen praktfjärilar. Inga underarter finns listade i Catalogue of Life.